# Adrian Willaert
Adrian Willaert (c. 1490 - † 7 de desembre de 1562) va ser un compositor flamenc del Renaixement fundador de l'escola veneciana de música. Com altres contemporanis va viatjar a Itàlia i van implantar allà l'estil polifònic de la música flamenca. Willaert va ser un dels compositors més versàtils de l'època i va escriure música en gairebé tots els estils i formes existents.

## Biografia
Va néixer a Bruges o a Roeselare al comtat de Flandes (actualment a Bèlgica). Segons el seu alumne i gran teòric de la música renaixentista, Gioseffo Zarlino, Willaert va anar a París a estudiar dret però finalment es va decidir per la música. A París va conèixer Jean Mouton, principal compositor de la capella real francesa i compatriota estilístic de Josquin des Prés.
Cap al 1515 Willaert viatja per primera vegada a Roma. I en aquest viatge es va produir un fet que mostra ja les habilitats del jove compositor. Va anar a escoltar el cor de la capella papal i aquest va interpretar una obra que atribuïen al famós Josquin des Prés; quan Willaert els va informar de l'error i que estaven interpretant una obra seva –probablement el motet a sis veus Verbum vonum et suau–, els cantaires van parar de cantar. Òbviament l'estil primerenc de Willaert és molt similar al de Josquin, amb suaus polifonies, veus balancejades i un ús freqüent de la imitació.
El juliol de 1515, Willaert ingressa al servei del Cardenal Ippolito I d'Este, a Ferrara. Ippolito viatjava molt i Willaert sovint el va acompanyar en els seus viatges. Un dels llocs on van anar va ser Hongria, on sembla que el compositor va romandre entre 1517 i 1519. Quan el cardenal morí, el 1520, Willaert entrà al servei del Duc Alfonso d'Este, a Ferrara. El 1522, obtingué un càrrec a la capella del Duc, i l'any 1525 deixà el càrrec per posar-se al servei d'Ippolito II d'Este a Milà.
Un dels principals èxits de Willaert, i un fet important per a l'evolució de la música, va ser el seu nomenament com a mestre de capella a Sant Marc de Venècia. Allà l'activitat musical passava per un mal moment i amb la seva arribada la situació va canviar. Des del seu nomenament, el 1527, fins a la seva mort l'any 1562, Willaert va mantenir el seu càrrec a Sant Marc, i allà va formar alumnes molt competents com el francès Leonard Barré. Compositors de tot Europa anaven a Venècia per estudiar amb ell cant i composició, entre ells el seu compatriota Hubert Waelrant i els italians Girolamo Parabosco, Gioseffo Guami, Balbi, Nicola Vicentino i Costanzo Porta. Mentre va estar amb el Duc de Ferrara va establir nombrosos contactes i aconseguí tenir amics influents, inclosa la família dels Sforza a Milà. Sens dubte, ells van ajudar a escampar la fama de Willaert provocant l'arribada de músics estrangers al nord d'Itàlia.

### Media
Le dur travail (?·pàg.)